# Jesse Vassallo
Jesus „Jesse“ David Vassallo Anadón (* 9. August 1961 in Ponce, Puerto Rico) ist ein ehemaliger Schwimmer aus den Vereinigten Staaten. Er gewann je zwei Goldmedaillen und eine Silbermedaille bei Weltmeisterschaften und bei Panamerikanischen Spielen.

## Karriere
Vassallo ist in Puerto Rico als Sohn eines Basketballspielers und Geschäftsmanns geboren. Er lernte Schwimmen im Club Deportivo de Ponce. Als er elf Jahre war, zogen die Eltern mit ihren fünf Söhnen nach Miami, wo Jesse im Hurricane Swim Club trainierte. Zwei Jahre später zog die Familie nach Mission Viejo in Kalifornien, damit Jesse bei Mark Schubert trainieren konnte. 1976 nahm Jesse Vassallo erstmals an Landesmeisterschaften teil, 1977 gewann er den ersten seiner insgesamt 17 Meistertitel der Vereinigten Staaten.
1978 bei den Weltmeisterschaften in West-Berlin trat Vassallo in drei Disziplinen an und gewann drei Medaillen. Über 200 Meter Rücken siegte er vor dem Neuseeländer Gary Hurring und dem Ungarn Zoltán Verrasztó. Im 200-Meter-Lagenschwimmen gewann der Kanadier Graham Smith mit über einer Sekunde Vorsprung vor Vassallo. Über 400 Meter Lagen siegte Vassallo in der Weltrekordzeit von 4:20,05 Minuten mit zwei Sekunden Vorsprung auf Serhij Fessenko aus der Sowjetunion, der aber auch noch unter dem 18 Tage alten Weltrekord von Jesse Vassallo blieb. Das Fachmagazin Swimming World zeichnete Jesse Vassallo 1978 als Schwimmer des Jahres aus.
1979 fanden die Panamerikanischen Spiele im puerto-ricanischen San Juan statt. Vassallo erschwamm über 200 Meter Rücken die Silbermedaille hinter Peter Rocca, der ebenfalls für die Vereinigten Staaten antrat. Über die beiden Lagenstrecken siegte Vassallo jeweils vor einem Kanadier, über 200 Meter vor Graham Smith und über 400 Meter vor Bill Sawchuk. An den Olympischen Spielen 1980 in Moskau konnte Jesse Vassallo wegen des Olympiaboykotts nicht teilnehmen.
Ab 1981 studierte Vassallo an der University of Miami, 1982 gewann er die Collegemeisterschaft im 400-Yard-Lagenschwimmen. Allerdings verletzte sich Vassallo am Knie und konnte nach der Operation weder 1982 noch 1983 international starten. Zum Abschluss seiner Karriere nahm Vassallo an den Olympischen Spielen 1984 in Los Angeles teil. Über 200 Meter Rücken qualifizierte sich Vassallo nur für das B-Finale, zu dem er nicht antrat. Über 400 Meter Lagen erreichte er das A-Finale, verpasste als Vierter aber die Bronzemedaille um fast eine Sekunde.
1985 schloss Vassallo sein Studium in Miami ab und kehrte nach Puerto Rico zurück. Zusammen mit seinen Brüdern betrieb er die Firma Vassallo Unlimited, die Werkstoffe für den Maschinenbau herstellte. Später kehrte er als Schwimmtrainer nach Florida zurück. 1997 wurde Jesse Vassallo in die International Swimming Hall of Fame aufgenommen.